# 赫氏胸漢魚
赫氏胸漢魚，為輻鰭魚綱銀漢魚目擬銀漢魚科的其中一種，被IUCN列為瀕危保育類動物，分布於中東太平洋加利福尼亞灣半鹹水、海域，為為亞熱帶海水魚，體長可達15公分，棲息在沿海沙泥底質海域、河口及海灣，以甲殼類、腹足類為食，生活習性不明。